# Frank Colman
Frank Colman war ein britischer Sopranist zu Beginn des 20. Jahrhunderts. Er trat unter dem Namen  Frank Ivallo auf. Weder über sein Leben noch über den Ursprung seiner außergewöhnlichen Stimmlage existieren Informationen. Einzig erhalten ist eine Videoaufnahme aus dem Jahr 1932 auf British Pathé, in der Ivallo Carl Böhms „Still wie die Nacht“ in englischer Sprache singt und mit einem c′′′ beendet. Vermutet wird aufgrund seiner hierauf ersichtlichen langen Gliedmaßen, es könnte sich um einen endokrinen Kastraten gehandelt haben.